# الغواصة الألمانية يو-22 (1936)
غواصة يو-22 غواصة يو بوت ألمانية من الفئة الثانية بي بنيت ل سلاح بحرية ألمانيا النازية كريغسمارينه، في أحواض بناء السفن الألمانية لشركة فريدريش كروب في كيل خلال الحرب العالمية الثانية. تم طلبها في 2 فبراير 1935، وتم تشغيلها في 1936.
خلال الحرب العالمية الثانية تم نشرها أساسًا للعمل على الساحل، وهو دور فرضه صغر حجمها وقدرتها على التحمل. وهكذا كانت مفيدة للعمليات في بحر الشمال وضد القوافل الساحلية البريطانية، وخاصة على طول الساحل الشمالي الشرقي لبريطانيا العظمى. في هذه المنطقة، حققت أول نجاحات لها، بعد عمليات غير مثمرة قبالة الساحل البولندي خلال غزو تلك الدولة والقيام بدورية ضد الشحن البريطاني القادم من الموانئ النرويجية. أغرقت في 18 نوفمبر 1939 سفينة الشحن الساحلية الصغيرة إس إس باركهيل قبالة الساحل الإسكتلندي.